# Mugain
 (signalé en juin 2025).
Si vous disposez d'ouvrages ou d'articles de référence ou si vous connaissez des sites web de qualité traitant du thème abordé ici, merci de compléter l'article en donnant les références utiles à sa vérifiabilité et en les liant à la section « Notes et références ».
- Archive Wikiwix
- Bing
- Cairn
- DuckDuckGo
- E. Universalis
- Gallica
- Google
- G. Books
- G. News
- G. Scholar
- Persée
- Qwant
- (zh) Baidu
- (ru) Yandex
- (wd) trouver des œuvres sur Wikidata

Mugain, dans la mythologie celtique irlandaise, est la fille d’Eochaid Feidlech et l’épouse (délaissée) du roi d’Ulster Conchobar Mac Nessa. Dans les récits du Cycle d'Ulster, elle est aussi appelée Ethne Aitenchaithrech, ce qui signifie « aux cheveux comme du genêt ».

## Mythologie
Au combat, le héros Cúchulainn développe une telle fureur guerrière qu’il est bien difficile de le faire revenir à la raison. De retour à Emain Macha, la capitale d’Ulster, après une expédition il est dans une telle fureur qu’il veut massacrer tous les Ulates. Mugain demande aux demoiselles de sa suite de la suivre au-devant du guerrier et de se dénuder la poitrine. À cette vue, il doit détourner son regard et se voiler la face, les Ulates en profitent pour le ceinturer et le plonger dans un tonneau d’eau glacée, qui explose instantanément à cause de la chaleur de son corps. Plongé dans un second tonneau, l’eau se met à bouillir alors que dans un troisième, elle reste tiède.
Quelque peu délaissée par son royal époux volage, elle devient la maitresse du barde Aed Mac Ainine. Leur liaison découverte, Conchobar Mac Nessa condamne son barde à être noyé dans un lac. Ses incantations magiques attirent Lóegaire Búadach qui lui sauve la vie, en la perdant lui-même.